# Lambertus Johannes van Heygen
Lambertus Johannes van Heygen, auch Lambertus van Heygen (* 9. Dezember 1920 in Den Haag, Niederlande; † 30. Mai 2007 in Weert, Niederlande) war Erzbischof von Bertoua in Kamerun.

## Leben
Lambertus van Heygen trat dem Orden der Spiritaner (Congregatio Sancti Spiritus, CSSp) bei und wurde dort am 20. Juli 1947 zum Priester geweiht. 1948 wurde er als Missionar nach Kamerun entsandt.
1962 wurde er von Johannes XXIII. in Nachfolge von Jacques Teerenstra zum Bischof von Doumé-Abong' Mbang in der Ostprovinz von Kamerun ernannt. 1983 erfolgte die Ernennung zum Bischof der neu gegründeten Diözese Bertoua; 1994 durch Johannes Paul II. zum Erzbistum erhoben. Seinem Rücktrittsgesuch wurde 1999 durch Johannes Paul II. stattgegeben, Nachfolger wurde Roger Pirenne.
Er hat wesentlichen Anteil an der Missionierung des östlichen Kameruns. Er gründete eines der größten Priesterseminare in Afrika.
Seinen Wohnsitz behielt van Heygen in Kamerun. Er starb im Krankenhaus St. Jans Gasthuis in Weert, Niederlande, und wurde in der Kathedrale von Bertoua beigesetzt.